# Þorvald auðgi Guðmundsson
Þorvald auðgi Guðmundsson (apodado Thorvald el Rico, 1105-1161) fue un caudillo medieval y goði de Eyjafjorður, Islandia. Pertenecía al clan familiar de los Dýrfirðingar y aliado de Sturlungar. Þorvald es el padre de Guðmundur dýri Þorvaldsson, uno de los protagonistas de la cruenta Önundarbrenna. Entre los escritos de Jón Sigurðsson, el líder del movimiento de independencia de Islandia, aparece una nota histórica sobre un incidente acaecido en 1143 sobre un robo en la hacienda de Þorvald.
Guðmundur dýri tuvo un hijo con el mismo nombre y apodo Þorvaldur auðgi (1184-1254), uno de los personajes de la saga Sturlunga.